# Haley Pullos
Haley Alexis Pullos (ur. 10 lipca 1998 w Palo Alto) – amerykańska aktorka, która występowała m.in. w telenoweli Szpital miejski.

## Filmografia

### Filmy
| Rok  | Tytuł           | Rola       | Uwagi                       |
| ---- | --------------- | ---------- | --------------------------- |
| 2002 | Carney Tales    |            |                             |
| 2008 | Alien Raiders   | Dinah      |                             |
| 2009 | Dead Air        | Dee Dee    |                             |
| 2009 | The Collector   | Cindy      |                             |
| 2009 | Dark House      | mała Tammy |                             |
| 2012 | Montana Amazon  | Teresa     |                             |
| 2018 | Zabójcze piękno | Taryn      | pierwotny tyt. No Good Deed |

### Telewizja
| Rok       | Tytuł                                   | Rola                | Uwagi      |
| --------- | --------------------------------------- | ------------------- | ---------- |
| 2007      | Dopóki śmierć nas nie rozłączy          |                     | 3 odc.     |
| 2007      | Pod osłoną nocy                         | Mara                | 1 odc.     |
| 2008      | Zaklinacz dusz                          | mała Melinda        | 2 odc.     |
| 2008      | Detoks                                  | Angelina            | 1 odc.     |
| 2009      | Dollhouse                               | Davina Crestejo     | 1 odc.     |
| od 2009   | Szpital miejski                         | Molly Lansing-Davis | telenowela |
| 2011      | Dr House                                | Colleen             | 1 odc.     |
| 2013–2015 | W roli mamy                             | Molly               | 15 odc     |
| 2014      | Fisherowie                              | Sophie              | 1 odc.     |
| 2016–2018 | Mr. Student Body President              | Addison Pierce      | 12 odc.    |
| 2017      | From Straight A's to XXX                | Miriam Weeks        | film TV    |
| 2017      | A Royal Christmas Ball                  | Lily Brooks         | film TV    |
| 2018      | Skorpion                                | Rachel              | 1 odc.     |
| 2018      | Cioteczka Mick                          | Amanda              | 1 odc.     |
| 2020      | The Expanding Universe of Ashley Garcia | Bella Schmerz       | 6 odc.     |
| 2021      | Red Riding Hoods                        | Elisa               | 10 odc.    |